# Clavia
Clavia（クラビア）は1999年からJVCケンウッド（旧・日本ビクター）が製造販売していたMD/CDポータブルシステム（ラジカセ、ゼネラルオーディオ）の商品名。同社のミニコンポ・Lip×Lapと同じくメインターゲットを10代 - 20代の女性とし、イルミネーションやデザインから可愛らしさを重視した製品である。なお、初代モデルはClaviaの方がLip×Lapよりも先に発売されている。カセットデッキ搭載機種は型番が「RC-」から始まり、カセットデッキ非搭載機種は「RD-」から始まる。
現在、MD搭載機種は全て生産終了となっている（MDの需要減少に伴い、MD機構部品の調達が困難となったため）。現在、JVCケンウッドからMD搭載製品は発売されていない。なお、補修用性能部品の最低保有期間は、各機種とも生産終了後6年間であった。補修用性能部品の枯渇により、2023年9月をもって全機種の修理受付を終了した。

## 生産終了モデル
発売年の古い順に掲載。
RC-MD33
1999年発売。Claviaシリーズの初代モデル。マルチカラーディスプレイは搭載されておらず、ディスプレイカラーは1色のみ。再生時やMDへの録音時に、カセットの音質を補正する「テープ・リフレッシュ」機能を搭載。また、本体カラーは当初バニラアイボリー、レタスグリーン、オイスターグレー、ミントブルーの4色だったが、その後ストロベリーレッド（スケルトンカラー）の追加モデル・RC-MD33LTDの他、教育用機器として、本体カラーをグレーに変更し、CDのピッチコントロール、マイク入力を追加したRC-MD35Tも発売された。2000年4月生産終了。
RC-MD330
2000年発売。RC-MD33のマイナーチェンジ版。Claviaシリーズで初めてのマルチカラーディスプレイ搭載モデル。このモデルからの追加機能はMDLPとCDからMDへの高速録音への対応。本体カラーはミストホワイト、スターシルバー、オーロラピンク、アクアブルー、サニーオレンジの5色。2001年9月生産終了。
RD-X3MD
2001年発売。本体天面にリモコンなどを収納するためのトレイを採用。カセットデッキを搭載していないこともありかなり小型である。本体カラーはピンク、シルバー、ブルーの3色で、この機種からカラー名の頭の単語（そのカラーから想像できるもの）が外れている。2001年12月生産終了。
RC-X5MD
2001年発売。スピーカーネットにパンチングパネルとサランネットの2パターンが用意された。前者は「クール」な、後者は「エレガンス」なイメージを持っている。この機種からMDグループ機能が追加された。本体カラーはパンチングパネルタイプがブラックとホワイトで、サランネットタイプはブルーとシルバー。2003年4月生産終了。
RC-Z1MD
2002年9月発売。Claviaシリーズ初の「レインボー・イルミネーション」、「αサウンド」搭載モデル。レインボー・イルミネーションは、本体前面の操作パネルがライトアップするようになっている。また、レインボー・イルミネーションは後のRC-G1MD、RC-L1MDに受け継がれている。この機種より「テープ・リフレッシュ」機能が省略され、ハイポジションテープに非対応となった。αサウンドは、2段階切り替えとなっている。本体カラーは通常モデルのシルバー、ブラック、ホワイト、ピンクの4色に加え、量販店限定モデルのRC-ZX25MD-A（ブルー）の合計5色。このRC-ZX25MD-Aのみ、ホワイトコーンスピーカーが採用されている。教育用機器として、RC-MD35Tの後継機種であるRC-Z15MDも発売。本機種をベースにレインボーイルミネーション・カラーチェンジボタンを省き、マイク入力が追加されている。キャッチコピーは「癒し系クラビア」。2003年9月生産終了。RC-ZX25MD-Aは2004年4月生産終了。RC-Z15MDは2006年4月生産終了。
RC-T1MD
2003年9月1日発売。赤と緑の2色LEDによる光で動作状態を知らせる「お知らせイルミ」を初搭載。前機種RC-Z1MDで初採用となった「レインボー・イルミネーション」は搭載せず、代わりに単色カラーディスプレイが搭載されている。「αサウンド」機能が3段階に変更された（この機種以降、αサウンド機能は3段階構成となった）。「NATURAL」、「SMOOTH」、「DEEP」の3種類。本体カラーはシルバー、ブラック、ホワイト、ピンクの4色。キャッチコピーは「知性派クラビア」。量販店限定モデルのRC-T15MD（ブルー、シルバー、ホワイト）も同時発売された。RC-T1MDは2005年6月生産終了。RC-T15MDは2005年8月生産終了。
RC-G1MD
2004年9月1日発売。手をセンサーに近づけるとディスプレイカラー変化などの効果を持つ「イルミマジック」を搭載する。イルミネーション機能はRC-Z1MD以来の「レインボー・イルミネーション」を搭載。RC-Z1MDでは本体前面のアクリルパネルが点灯する仕組みであったが、本機種ではバックライトとして採用された。時とともに色が推移していく7パターンと単色の5パターンから成り立っている。そのためか前機種RC-T1MDで初採用された「お知らせイルミ」は4つの赤色LEDによるシンプルなものとなっている。また、スピーカーネットの材質が本体カラーごとで違い、サランネットを採用するのはホワイト、ブルー、オレンジの3色で、パンチングパネルを採用するのはシルバーのみである。量販店オリジナル仕様のRC-G15MD（ブルー、イエロー、ピンク、いずれもサランネット）、RC-G17MD（メタリックグレー、パンチングパネル）も発売。キャッチコピーは「フレンドリーなオールインワン」。RC-G1MDは2006年2月生産終了（一部カラーは2006年6月で生産終了）。RC-G15MDは2005年12月生産終了。RC-G17MDは2005年9月生産終了。
RD-XV10
2005年2月発売。DVD（DVD-Video、DVD-Audio）の再生にも対応する上位モデル。Claviaシリーズではあるが、FLディスプレイを採用するなどクールなイメージを持つ。また音質にも妥協を見せず、音質チューニングには同社のスタジオエンジニアが行うなど、そのこだわりには他を圧倒するものがある。カセットデッキは非搭載。本体カラーはシルバー、グレーの2色。2008年2月生産終了。
RC-L1MD
2005年9月1日に発売。イルミネーション機能は「イルミマジック」を廃止し、「レインボー・イルミネーション」のみとなった（前機種RC-G1MDと同様に、バックライトとして採用された）。RD-XV10で初搭載となった「サウンドリフター」機能を搭載。この機能はリスナーの耳の高さまで音を持ち上げ、正面から音が聞こえているかのようなサウンドを楽しむことができる。また、「お知らせイルミ」を廃止し「お知らせサウンド」のみとなった。本体カラーはパンチングパネル仕様がシルバー、ブラックの2色、サランネット仕様がホワイト、ピンクの2色。本機種をベースに、業務用、ビジネス用途に特化したRC-Z25MDも発売された（RC-Z15MDの後継機種である）。
RC-L1MDは2009年6月生産終了。本機種はClaviaシリーズとしては後述のRD-M2に次いで長い3年9ヶ月という販売期間を記録した（2005年9月〜2009年6月）。多くの顧客からの支持を得ており、ロングセラーとなったことが要因である。最後の「レインボー・イルミネーション」搭載機種でもあった。RC-Z25MDは2010年6月生産終了。
RC-A1
2006年9月発売。この機種よりレインボーイルミネーションが廃止された。RC-T1MD以来の12パターン単色カラーディスプレイを採用。サウンドリフター機能が3段階に変更。
本体カラーは、ホワイト、シルバーの2色。
この機種より、前機種RC-L1MDまで採用されたディスプレイが2行大型ディスプレイに変更された。これに伴い、一部の表示方法、操作方法等が変更となっている（例として、RC-L1MDまでの電源ON/OFF時の「HELLO」「SEE YOU」（L1MDでは「See You」）といったアニメーションが変更されている）。2008年7月生産終了。2009年8月には本機種とほぼ同一形状、機能のRC-A2が発売され、2011年2月まで生産された。
RD-M2
2006年9月発売。RC-A1（及びRC-A2）の上位機種であり、RC-A1（及びRC-A2）と形状はほぼ同一。カセットデッキは非搭載。Claviaシリーズ初の「512MBメモリー」「USB端子」搭載モデル。MP3/WMAファイルの再生に対応（著作権保護されたファイルは再生不可）。またCDやMD、外部機器などからMP3形式でのメモリー、USB機器への録音も可能。録音可能なビットレートは64kbps、128kbps、192kbps。本体カラーは、メタリックグレー、ピンク、シルバー、ホワイトの4色。CD、MD、512MBフラッシュメモリー、USB端子搭載。Claviaシリーズでは前述のRC-L1MDを抜いて最も販売期間が長い機種となった（発売から生産終了まで4年1か月）。2010年10月生産終了。
RD-M1
2007年9月発売。Claviaシリーズ初のMD非搭載機種。CD、1GBフラッシュメモリー、USB端子搭載。
本体カラーは、ブラック、ピンク、シルバー、ホワイトの4色。2010年4月生産終了。
ちなみに、この機種は2007年より展開を開始した同社の「Memory COMPO」シリーズでもある。2010年6月にメモリー容量が8GBに増量された「RD-M8」が発売された。
RC-A2
2009年8月上旬発売。Claviaシリーズとしては2007年9月に発売したRD-M1以来2年ぶりのモデルであり、ClaviaシリーズのMD搭載機種としては最終機種。他メーカーを含め、本機種が日本国内において最後に発売されたMDラジカセである。カタログ及びホームページ上などには「Clavia」の表記はない（カタログ及びホームページ上などの画面ではFMモードが表示されている）が、Claviaシリーズである。本体色はホワイト、シルバーの2色。
なお、機能及びデザインは、2006年9月発売のRC-A1とほぼ同一であり、事実上RC-A1を再生産している恰好となっていた。CD、MD、カセット搭載。2011年2月生産終了。ClaviaシリーズのMD搭載機種としては、最後までカタログに残った機種となった（JVC製MD搭載機種として最後までカタログに残ったのはLip×LapシリーズのUX-Z2である。こちらは2011年6月生産終了）。
RD-M8
2010年6月発売。前述のRD-M1の後継機種。RD-M1の1GBメモリーを8GBに増量。またRD-M1の天面にあったClaviaロゴが削除されている。それ以外の機能はRD-M1と同様。CD、8GBフラッシュメモリー、USB端子搭載。最後まで発売していたClaviaシリーズである（ビクターダイレクト限定商品を含めるとRD-M8-VD、RD-M4-VDが存在するが、いずれも生産、販売共に終了となっている）。
2015年に生産終了、これをもってClaviaシリーズは終息した。

## 機能

### イルミマジック
2004年発売のRC-G1MD及び量販店限定モデルのRC-G15MD、RC-G17MDに搭載された。ディスプレイ部に手をかざすだけで光が変化する機能。モード1（手をかざすと「SPARKLE」に変化）とモード2（手をかざすたびに光が変化）が存在する。また、共通して電源オフ時に手をかざすと、約5秒間ディスプレイが点灯する。デフォルトではオン（モード1）に設定されており、オン、オフの切り替えはリモコンでのみ可能である。

### お知らせイルミ
2003年発売のRC-T1MD及び限定モデルのRC-T15MD、2004年発売のRC-G1MD及び量販店限定モデルのRC-G15MD、RC-G17MDに搭載された。CDからMDへの録音があとどのくらいで終了するのかをLEDで確認できる機能。2005年発売のRC-L1MD以降の機種では廃止された。

## 歴代カタログ出演者
Lip×Lapの「歴代カタログ出演者」を参照。